# Davayé
Davayé – miejscowość i gmina we Francji, w regionie Burgundia-Franche-Comté, w departamencie Saona i Loara.
Według danych na rok 1990 gminę zamieszkiwało 630 osób, a gęstość zaludnienia wynosiła 151 osób/km² (wśród 2044 gmin Burgundii Davayé plasuje się na 375. miejscu pod względem liczby ludności, natomiast pod względem powierzchni na miejscu 1282.).